# Fortín Mercedes
Fortín Mercedes es una localidad argentina, se encuentra al margen del Río Colorado.

## Historia
Fue fundado durante la primera Campaña del Desierto por Juan Manuel de Rosas en 1833 como Fortín Colorado. Trasladado por mandato del Estado de Buenos Aires en 1858 y renombrado Fortín Mercedes en 1875.
Actualmente allí se encuentra un colegio mixto -fundado por el sacerdote Pedro Bonacina el 16 de julio de 1895, el Museo Regional Misionero dedicado a la botánica y a la zoología y muestras de las obras de los salesianos y Don Bosco en la Patagonia Argentina. 
En este pueblo, hasta el 12 de agosto de 2009 descansaron los restos de Ceferino Namuncurá, en el santuario de María Auxiliadora.
Además hay una réplica del Fortín Colorado planificado por Rosas en 1833. En 1873 se levantó una capilla en honor a la Virgen María y se empezó a conocer el lugar como Fortín Mercedes.

## Ubicación
Se encuentra a 2 km de Pedro Luro, partido de Villarino, a 2 km del km 808  3 por un camino pavimentado.